# 张自忠故居
张自忠故居为中華民國陸軍二級上將、原西北軍系將領、第38師師長、原察哈爾省省主席與原天津市市長、代理冀察政務委員會委員長與北平市市長、第59軍軍長、第卅三集團軍總司令兼第五戰區右翼兵團司令张自忠在天津的故居，建于1936年，位于当时的天津英租界伦敦道（London Road）（今天津市和平区成都道60号）。该建筑目前为重点保护等级历史风貌建筑和天津市文物保护单位,并作为天津五大道近代建筑群的重要组成部分，被中华人民共和国国务院批准为全国重点文物保护单位。

## 历史
1936年8月，张自忠在任天津市市长期间，以“庆安堂”名义购得天津英租界伦敦道厚德堂川记一块约4.356市亩的空地，此后开始建设一座三层的主楼和一座二层的后楼。1936年至1937年期间他在这里居住。这组建筑现为天津市民政局办公用房。　

## 建筑风格

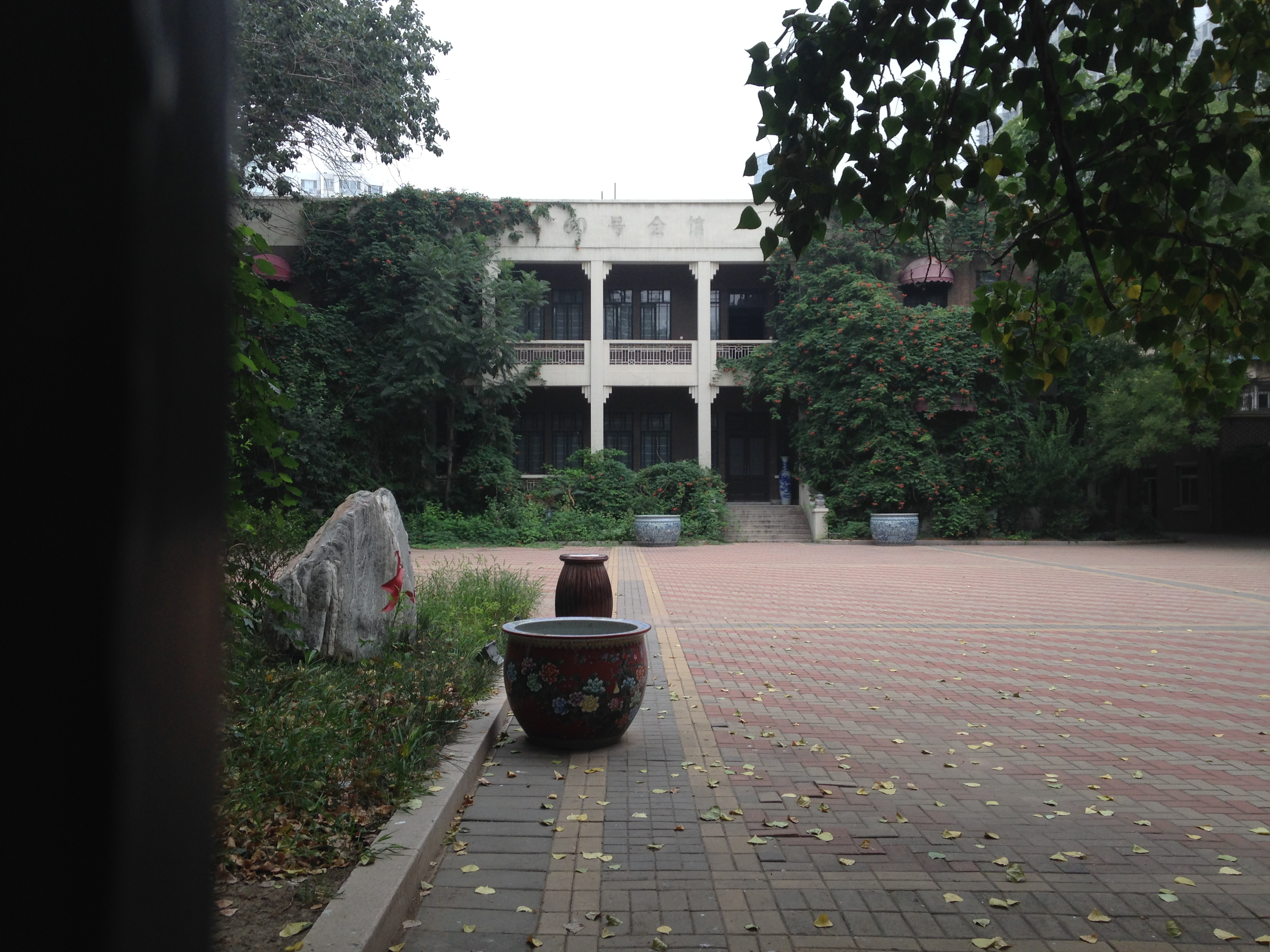

张自忠故居主要包括一座三层的主楼和一座二层的后楼，总计16间房，在院内另有14间平房，建筑总面积达1400余平方米。其中，主楼是一座砖木结构的两层西式楼房（局部三层），楼前面用立柱支撑上下两层内廊，楼两侧有对称的外凸多边形房间。房子外立面处理遵循现代简约风格，采用天津地方材料，造型朴实无华。建筑内部一楼设有会议室；二楼设有两座平台；三楼设有屋顶平台；后楼一楼为餐厅，二楼为书房。大门右侧的平房也设有会议室，左侧平房为佣人住房及门房。